# Lepus etruscus
Espèce
Lepus etruscus est une espèce fossile de lagomorphes de la famille des Leporidae.

## Distribution et époque
Ce lièvre a été découvert en Toscane, en Italie. Il vivait à l'époque du Pliocène jusqu'au Pléistocène,.

## Taxinomie
Cette espèce a été décrite pour la première fois en 1899 par le naturaliste Camillo Bosco.

## Protologue
- (it) Camillo Bosco, « I roditori pliocenici del Valdarno superiore », Rendiconti della Reale Accademia dei Lincei, Rome, 5e série, vol. 8,‎ 1899, p. 261-265.